# Lambert (osebno ime)
Lambert je moško osebno ime.

## Izvor imena
Ime Lambert smo dobili od Nemcev. Ti imena Lambert, Lambercht, Lamprecht, Landebert, Landbrecht razlagajo kot zloženke iz starovisokonemških besed lant v pomenu »dežela« in berhart v pomenu »bleščeč, slaven«  

## Različice imena
- moške oblike imena: Lambe, Lambo, Lambro
- ženska oblika imena: Lamberta

## Tujejezikovne oblike imena
- pri Francozih: Lambert, pomanjševalno Lamberton, Lambertot
- pri Nemcih: Lambert

## Pogostost imena
Po podatkih Statističnega urada Republike Slovenije je bilo na dan 31. decembra 2007 v Sloveniji število moških oseb z imenom Lambert: 10.

## Osebni praznik
V koledarju je ime Lambert zapisano 14. aprila (škof, † 688), 26. maja (škof, † 1154) in 17. septembra (mučenec, † 705).

## Priimki nastali iz imena
Iz imena Lambert so nastali priimki: Lambert, Lampert, Lampreht, Lampret, Lampe, Lampič, Lamprečnik in drugi.

## Zanimivosti
- Svetemu Lamberu so na Slovenskem postavili sedem cerkva. Po eni od teh se imenuje naselje Šentlambert v občini Zagorje.
- Lambert je ime svetnika in mučenca iz 7. stoletja, ki je bil škof v Maastrichtu na južnem Nizozemskem in misijonar v Belgiji (god 17. septembra).
- V Nemčiji je 27 svetnikov s tem imenom.